# 城崎温泉
城崎温泉（きのさきおんせん）は、兵庫県豊岡市城崎町にある温泉。平安時代以前から知られる長い歴史を持つ。江戸時代には「海内第一泉（かいだいだいいちせん）」と呼ばれ、今もその碑が残る。有馬温泉、湯村温泉とともに兵庫県を代表する温泉でもある。

## 泉質
- 食塩泉：源泉温度37 - 83℃。

全ての源泉は、1972年に作られた集中配湯管理施設に集められて、平均温度を57度に安定させてから、町内に張り巡らされている配管を通じて、各外湯・旅館に送られている。

## 温泉街

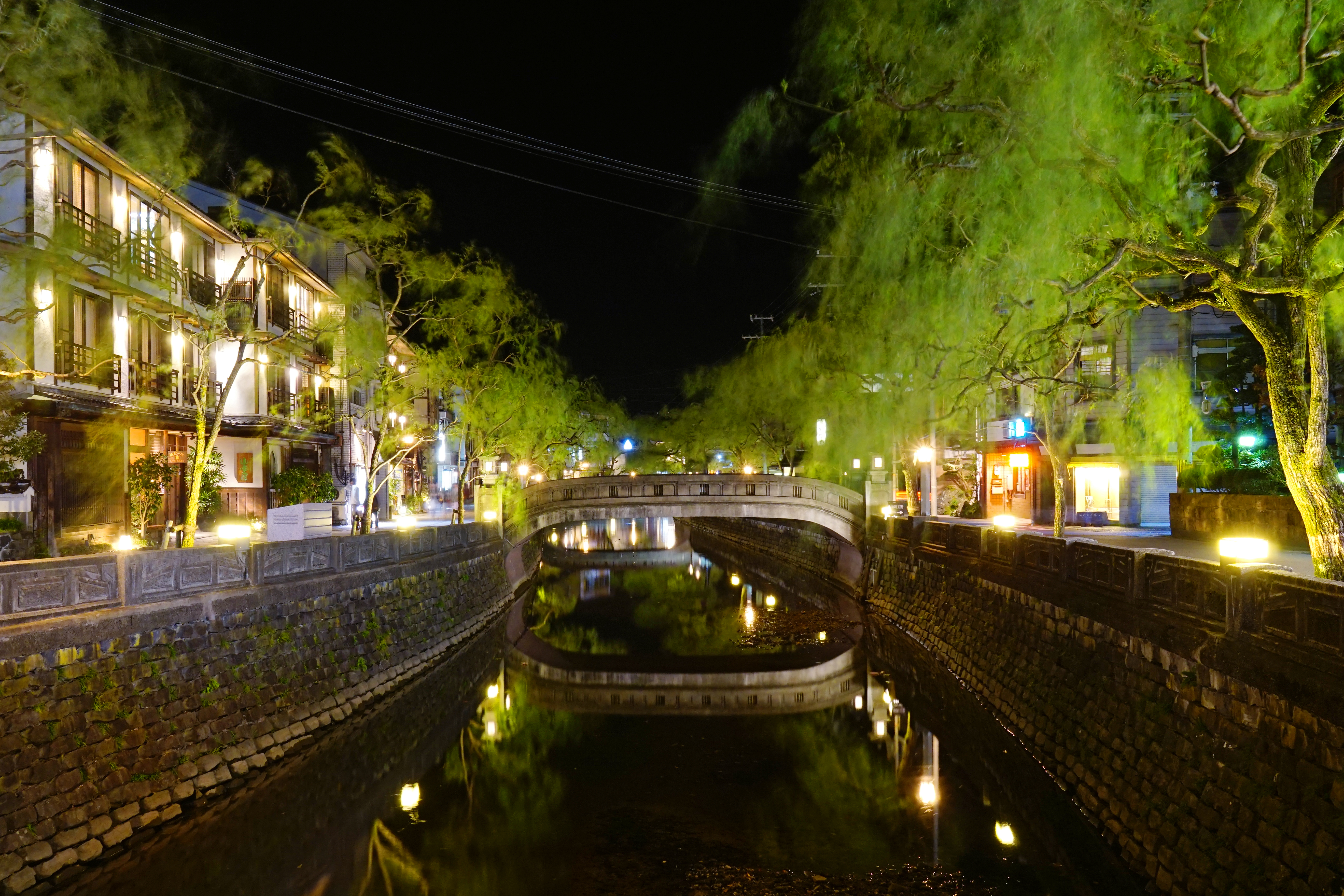
夜の温泉街

7つある外湯めぐりを主とした温泉である。外湯の筆頭とされる「一の湯」は江戸時代に「新湯（あらゆ）」と呼ばれていたが、江戸時代中期の古方派（こほうは）の漢方医香川修徳（香川修庵）が泉質を絶賛し、「海内一」（＝日本一）の意味を込めて「一の湯」に改名した。また「さとの湯」は正式名称を豊岡市立城崎温泉交流センターといい、浴場施設及び研修室が指定管理者制度による公設民営、その他の施設が市営であり、施設内に豊岡市城崎総合支所温泉課がある。温泉郷に設置されている7ヶ所の外湯では観光客向けに当日最初の入湯者に一番札を配布している。
城崎温泉駅前から7つの外湯につながる大谿川（おおたにがわ）沿いに温泉街を形成し、川べりには柳が植えられている。大谿川が流れ込む円山川本流沿いに所在する宿泊施設もある。なお、大谿川に架かる橋梁群は平成18年度（2006年度）に兵庫県の景観形成重要建造物に指定された。日本海岸近くの温泉であり、夏は海水浴、冬はカニ料理に人気がある。城崎温泉駅にも、さとの湯（駅舎にある温泉）や足湯、飲泉場がある。足湯や飲泉場が温泉街各所にある。

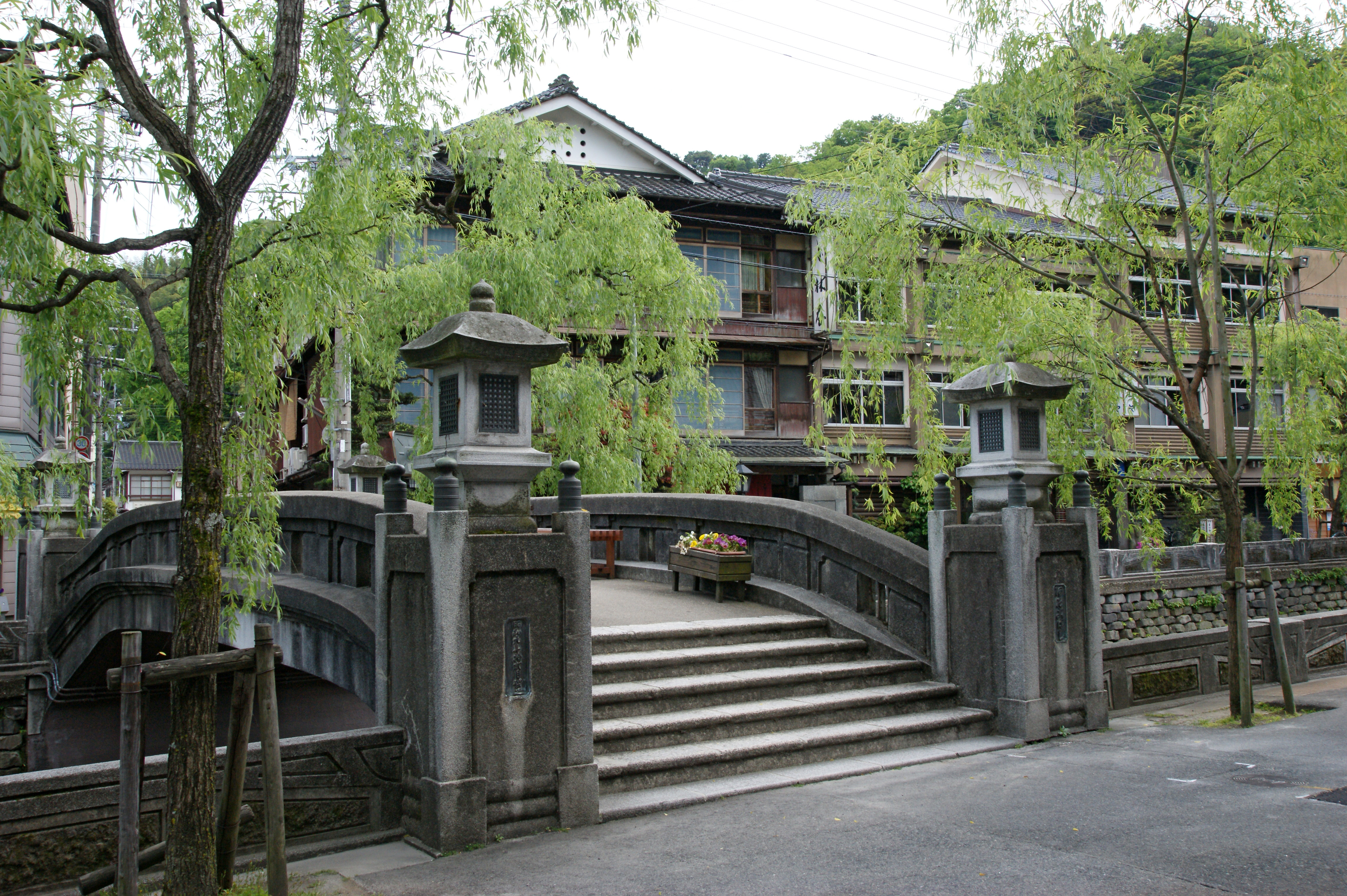
愛宕橋

城崎温泉では浴衣に下駄履きが正装と言われており、2007年時点、城崎温泉のほとんどの旅館は、寝間着としても用いる旅館内用の浴衣とは別に、温泉街を出歩くための浴衣も用意している。温泉街には「ゆかたご意見番」という掲示をした店が、2007年時点、約30軒存在し、浴衣が着崩れたりした時に対応してもらえる。浴衣の模様から旅館が分かると、その旅館の下駄を差し出す下足番もいる。
木造3階建ての旅館が連なり、豊岡市が景観条例を適用して保護している。2019年、市の公募事業として開業した商業施設「さんぽう西村屋本店」も、街並みとの調和を重視して木の外壁を採用した。旅館・ホテル数は2019年時点で74軒。客室数20未満の小規模施設が多く、家族経営であるため、個人客を重視してきた。2018年の観光客数は約63万人で、このうち外国人が約5万人。個人旅行者が多い欧米やオーストラリアから訪れる旅行者の比率が約3割と、他の温泉地（1割程度）より高い。2泊以上の長期滞在者を増やすため、上記の商業施設や城崎国際アートセンターを含めた温泉街全体の整備や、「本と温泉」プロジェクト（後述）のような文化活動が行われている。
なお、近くには城崎ロープウェイが運行されており、城崎温泉郷の守護寺とされている温泉寺や、展望台がある大師山の山頂付近へと容易に行くことができるようになっている。

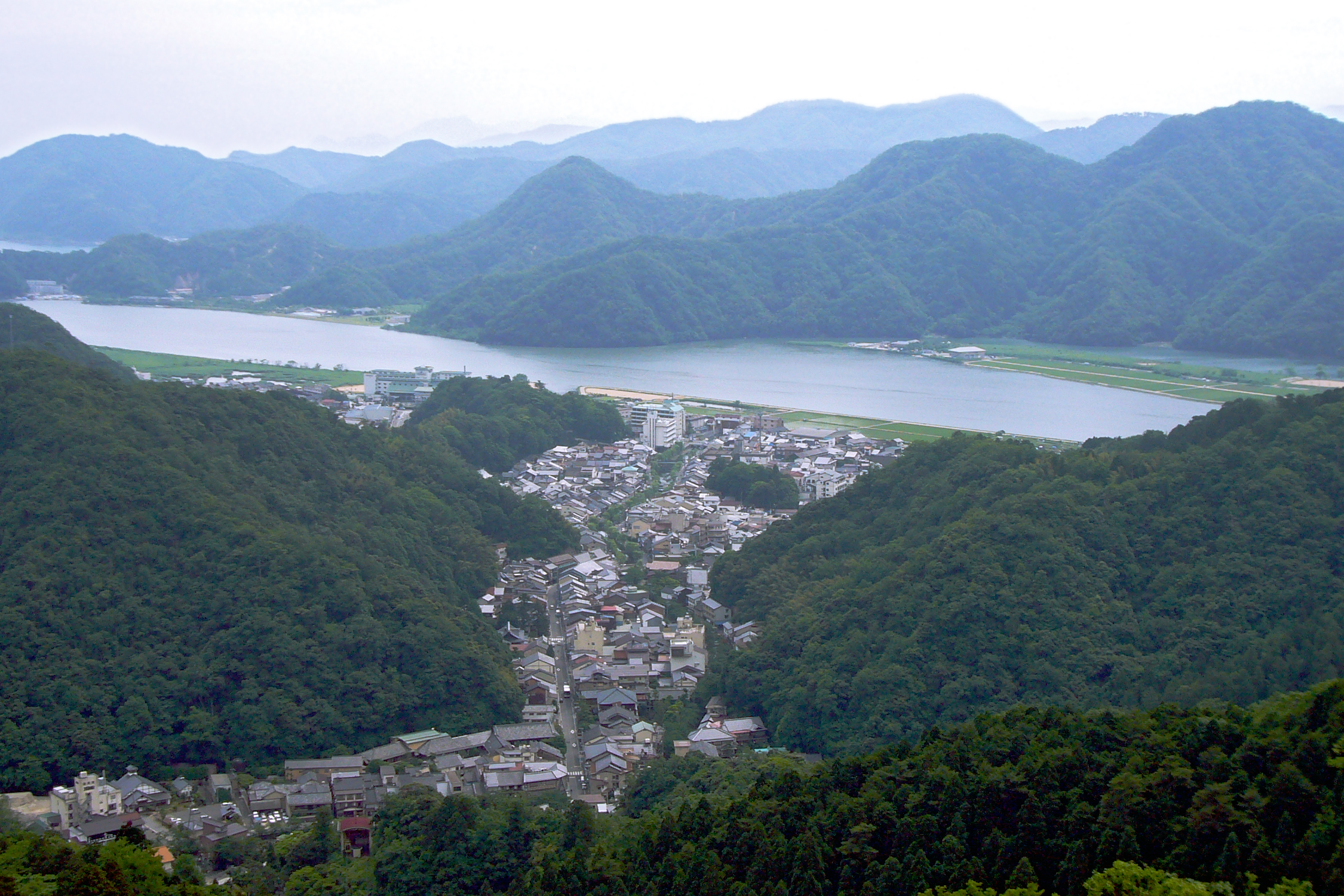
温泉街俯瞰
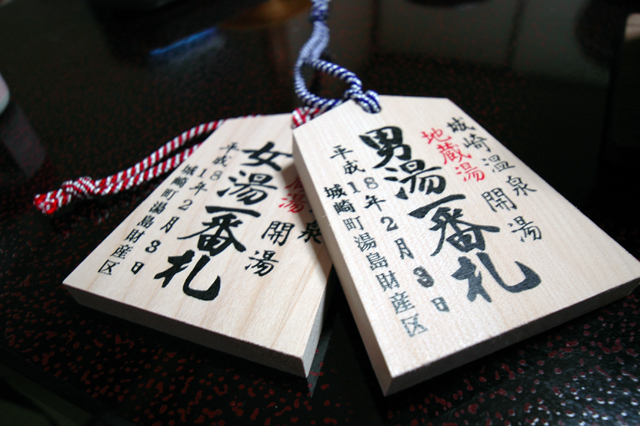
一番札
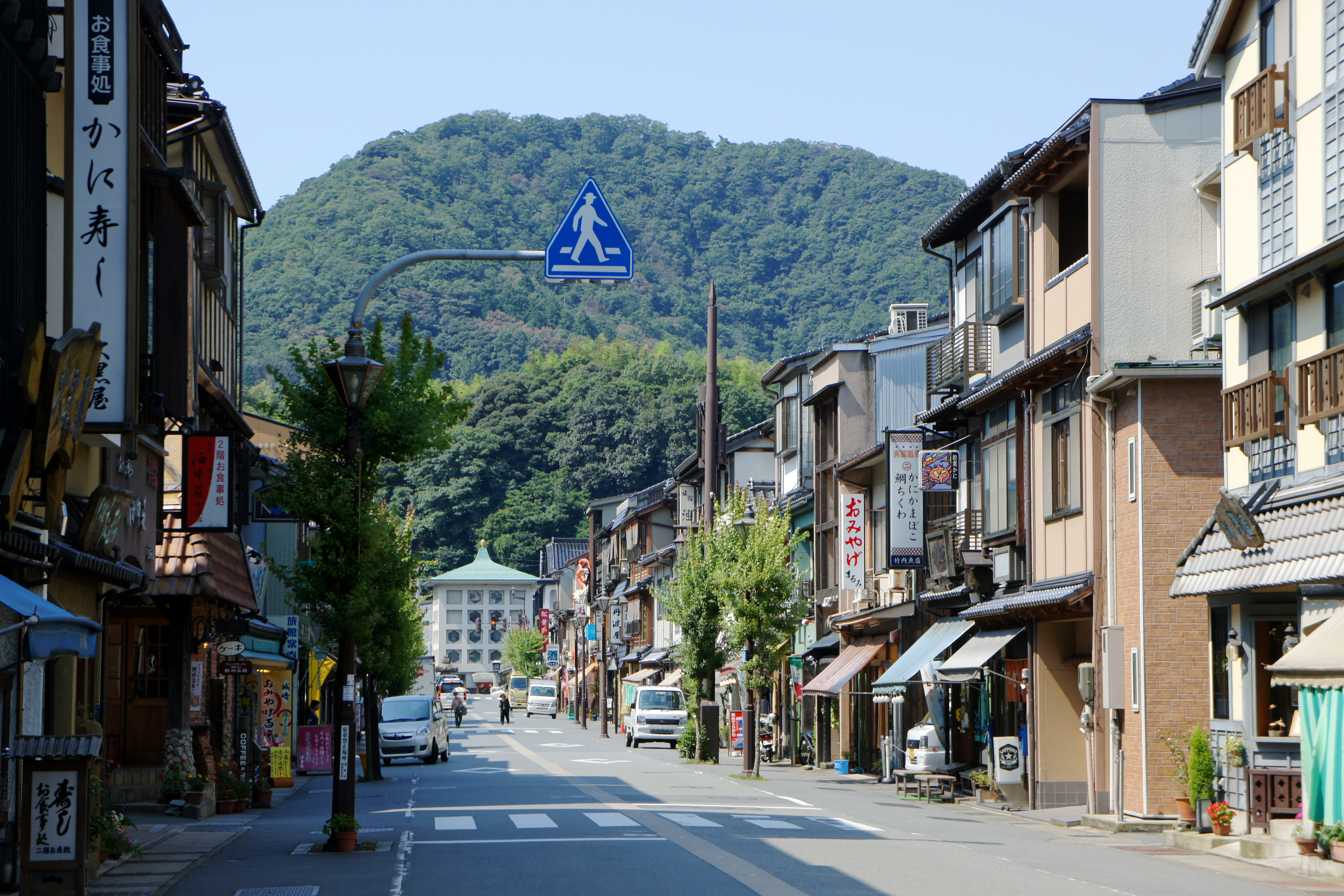
駅通り
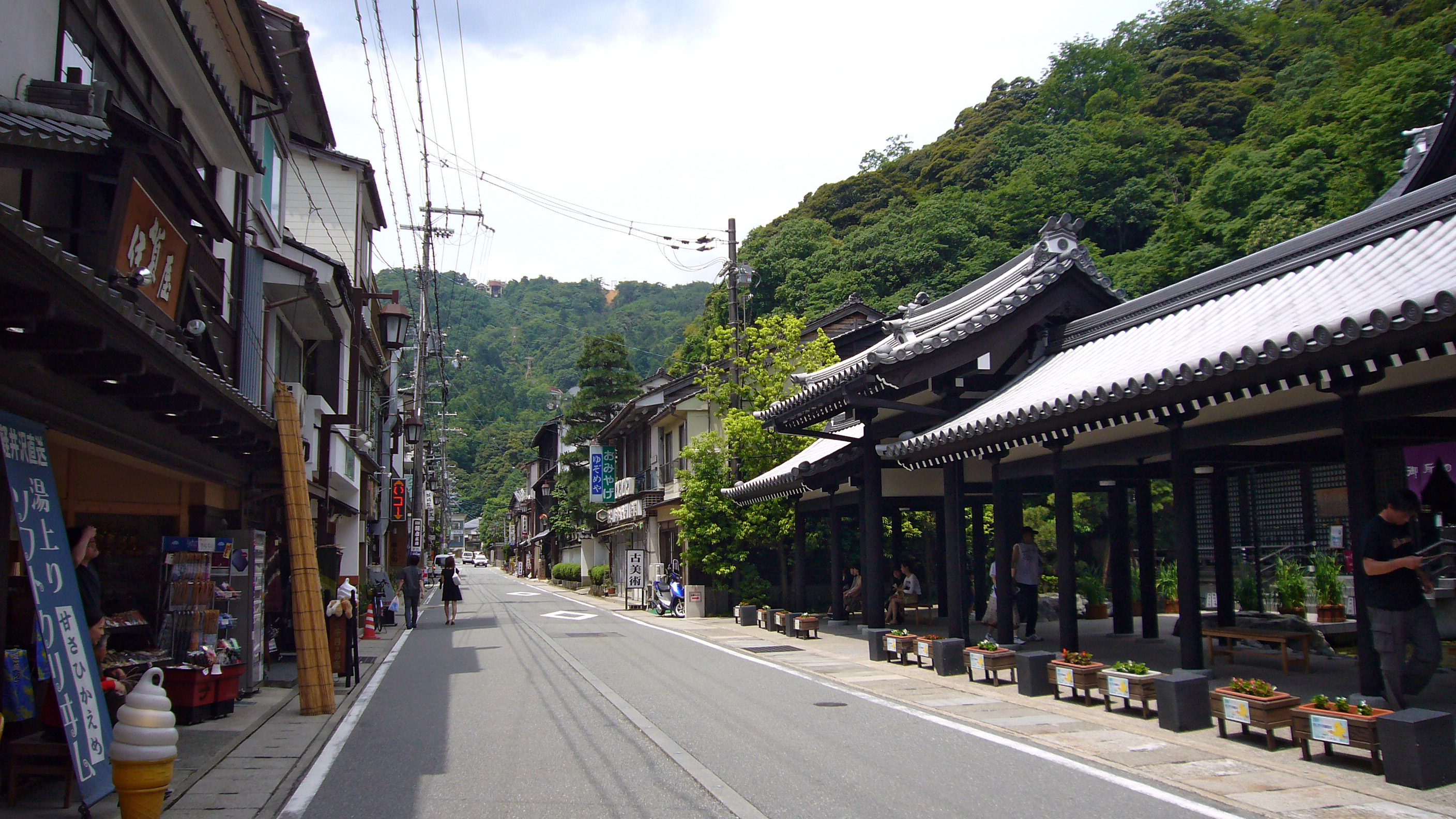
湯の里通り（右手前は「御所の湯」）

## 歴史

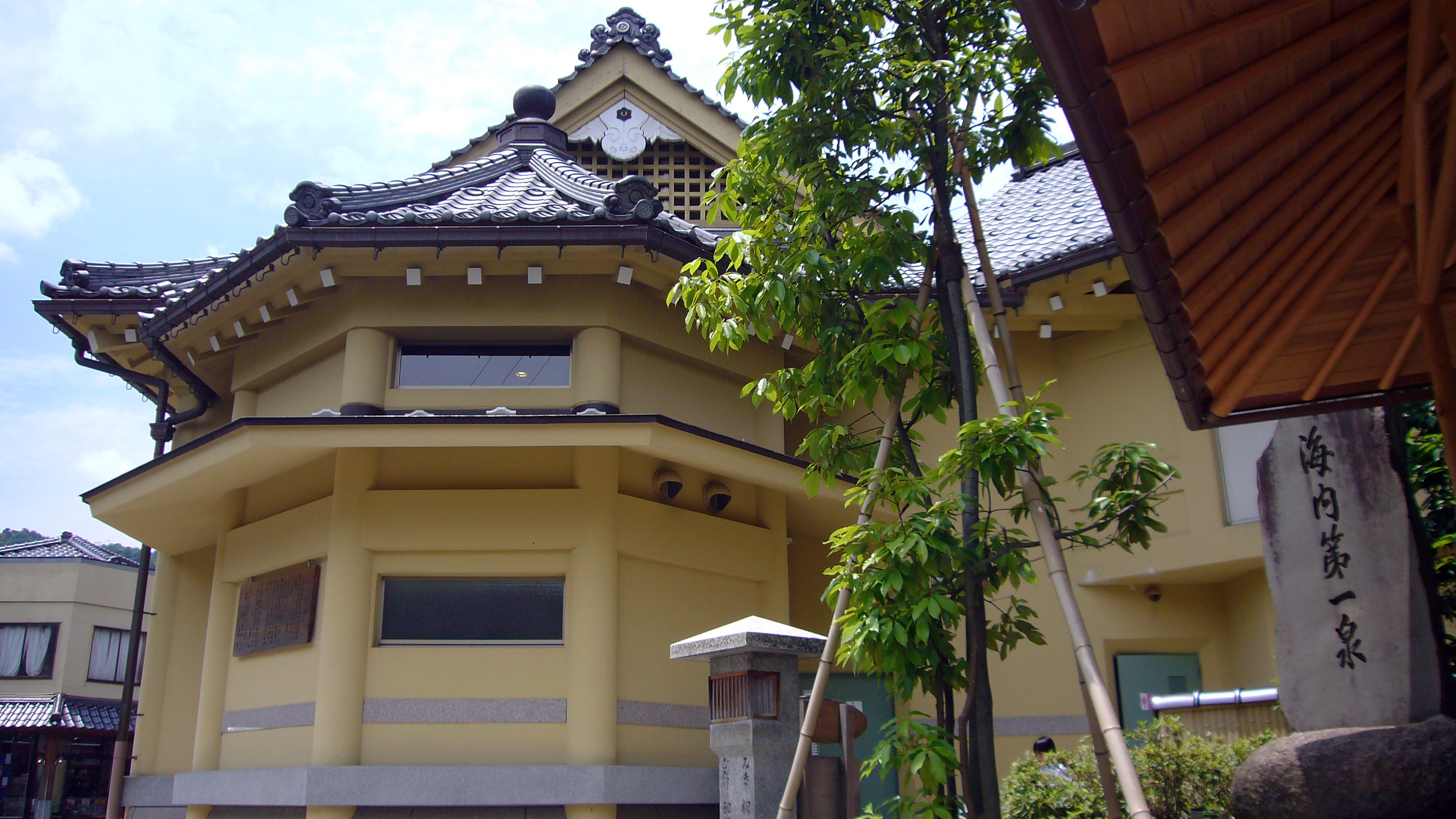
一の湯と「海内第一泉」の碑

舒明天皇時代の629年、コウノトリが傷を癒していた事により発見されたとの開湯伝説がある。奈良時代初期の717年（養老元年）、この地を訪れた仏教僧侶の道智上人が、難病の人々を救う為に千日間、八曼陀羅経というお経を唱え続けた。その結果、720年（養老四年）に満願成就して霊湯が湧き出したのが城崎温泉のはじまりと伝えられている。城崎温泉街7つの外湯の一つ、「まんだら湯」は、このことから名づけられた。道智上人が道智は温泉寺開山でもある。温泉寺は以後、城崎温泉を象徴する存在となる。
江戸時代の温泉番付によると西の関脇（最高位は大関）にランクされる（西の大関は有馬温泉）。江戸時代の外湯の元になった湯壷は9つあった。学徳兼備で江戸期における「但馬の弘法大師」と呼ばれた弘元上人（但馬高野の満福寺第50世・第52世）は城崎温泉の老舗旅館・山本屋の出身。幕末に桂小五郎が新選組に追われて城崎温泉に逃げてきたことがあった。江戸時代の城崎温泉は遊技場のほか、鍋焼き、ぜんざい、うどん、そばなどの食べ物屋があり、各地から果物、魚、鳥が運ばれ、フグ、タコ、鴨も手に入った。貸し物屋では三味線、すごろく、碁、琵琶、琴、さらに槍や刀まで扱っており、客が帰るのを忘れさせるほどもてなした。城崎温泉には近郊の藩主や藩士が多数訪れ、賑わいを見せた。

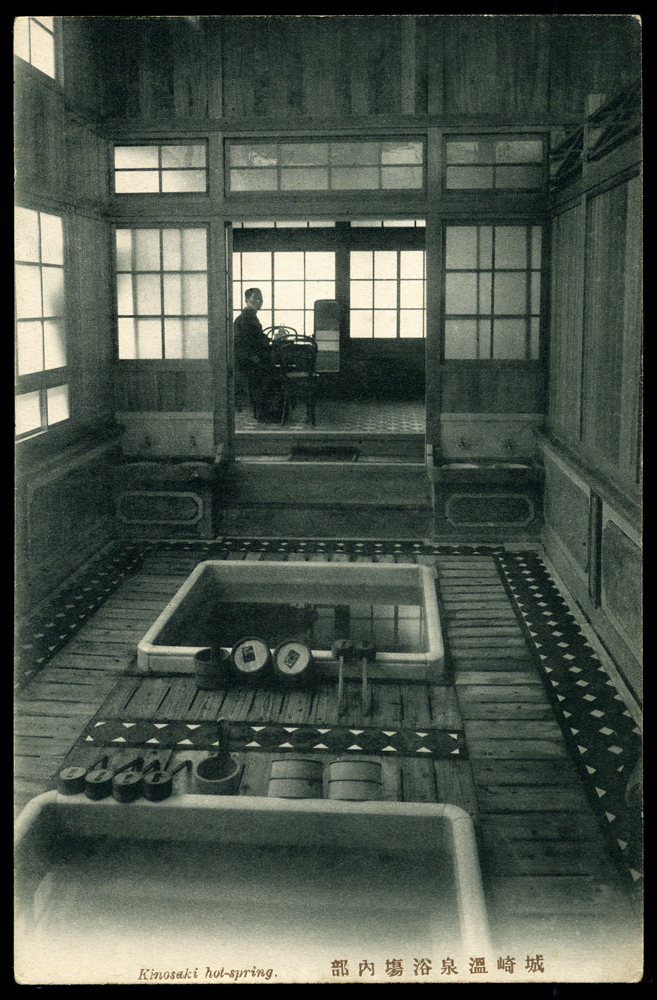
明治43年の絵葉書

日露戦争の折は傷病兵のための寮養所を設置した。そのため明治維新からずっと続いていた深刻な不況もなくなった。明治以後も文人墨客に愛され、『城の崎にて』を書いた志賀直哉、有島武郎をはじめとする多数の文豪が来訪した。
この頃、内湯問題が本格的になる。1925年（大正14年）の北但馬地震で町は全焼。当時温泉にいた入浴客約1200人のうち、助かった者は線路沿いに逃げて救援列車で京阪神方面へ避難した。翌月には早くも82人の客が城崎を訪れていて、湯が沸いている限り客足は絶えなかった。現在の和風木造3階建ての町並みの多くは震災の復興の時の建物か、その時の建物に由来する。震災まで旅館には内湯がなく、客は温泉街の各所にある外湯に通っていた。1927年（昭和2年）に三木屋旅館（『城の崎にて』ゆかりの宿）が震災復興の際に敷地内で掘り当てた泉源を利用して、城崎初の内湯を新築の旅館内に設置したところ、温泉地の伝統を壊すものとして、裁判沙汰になり（城崎温泉内湯訴訟事件）20年以上の紛争に発展する。1950年（昭和25年）になってようやく和解し、内湯の設置を認める代わりに、その規模を制限し、大浴場を希望する客は、従来通り外湯に通うこととした。また、私有地の源泉を含めて全ての源泉を旧・城崎町「湯島財産区」が一括管理し、新たに掘削に成功した源泉の内湯への配湯を開始した。また、1972年には新たに掘削した泉源を含めて上水道のような「温泉集中配湯管理施設」を構築し、各外湯や各旅館にバイプを通じて供給することとした。

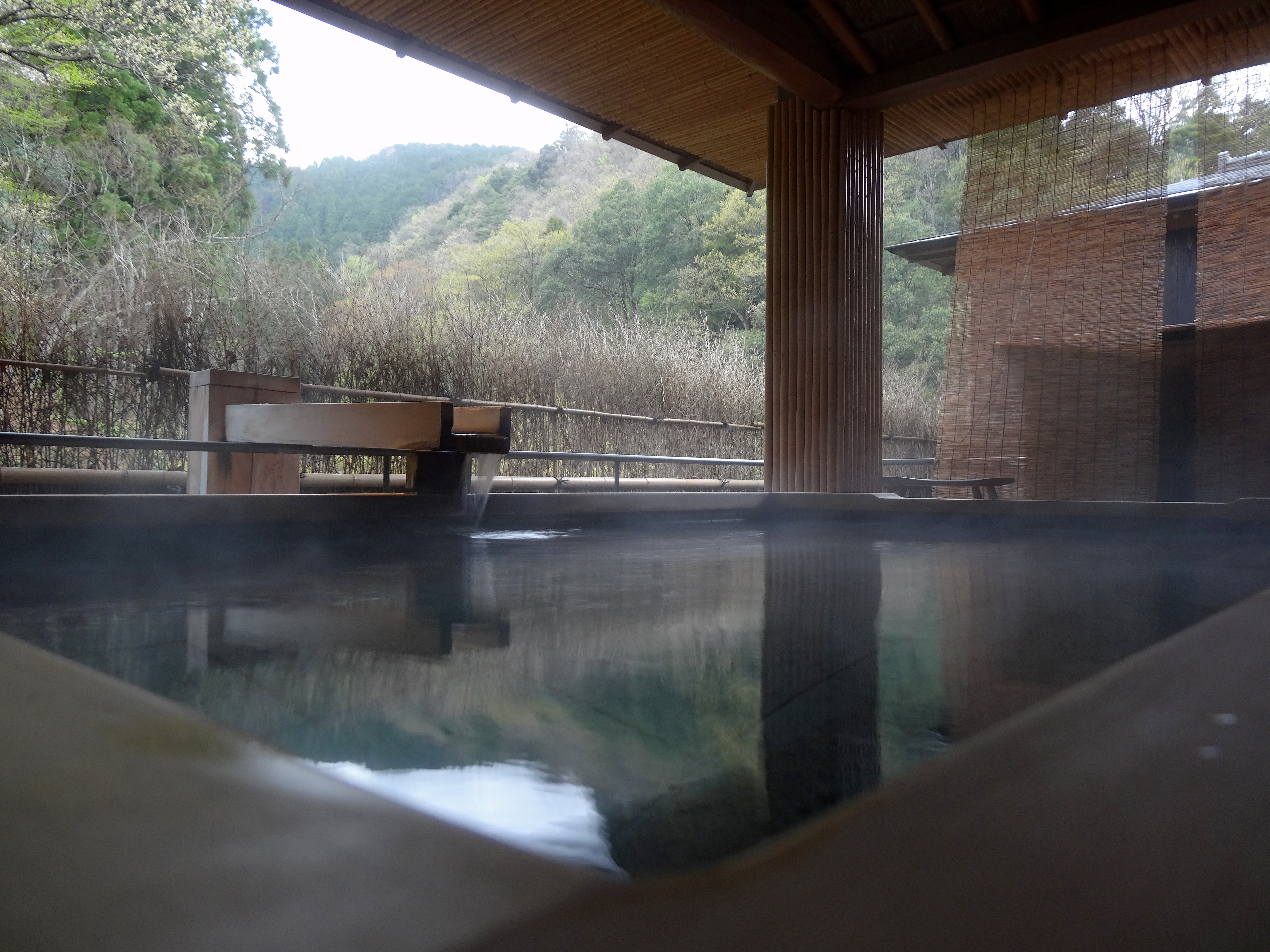
内湯（貸切露天風呂）

これらの改革により各旅館に内湯の設置が相次ぎ、現在はほぼ全ての宿に内湯が存在するが、前述の規制により内湯の規模は大きな旅館でも小さい。旅館宿泊者は全外湯の入浴料を免除する制度を採用したことにより、浴衣姿で全外湯を巡る「外湯めぐり」が名物となった。
1963年に温泉街と大師山山頂を結ぶ城崎ロープウェイが開通。高度経済成長期に合わせて温泉ブームが到来し、城崎温泉は巨大な観光地となった。2008年7月、木屋町通りと四所神社を結ぶ小路に木屋町小路がオープン。
2015年1月に火災が発生し2名が死亡、8棟が全焼するなどの被害があった（城崎温泉火災）。
豊岡DMOや、若手旅館経営者と豊岡市が2021年に設立した豊岡観光DX（デジタルトランスフォーメーション）推進協議会が、個人情報を除く宿泊・予約客のデータを共有して観光客がどの地域から来るかの把握や数カ月先までの需要予測に生かし、PRや宿泊プランの価格設定に反映させる取り組みを始めた。

## 管理
城崎温泉は湯島財産区が管理しており、4つの源泉と6つの外湯を保有しているほか、84軒の宿泊施設に温泉を供給している（11軒は区域外にあるためタンクローリーで温泉を輸送している）。

## 外湯

### 七湯めぐり
外湯は、一の湯、御所の湯、まんだら湯、さとの湯、柳湯、地蔵湯、鴻の湯の七湯

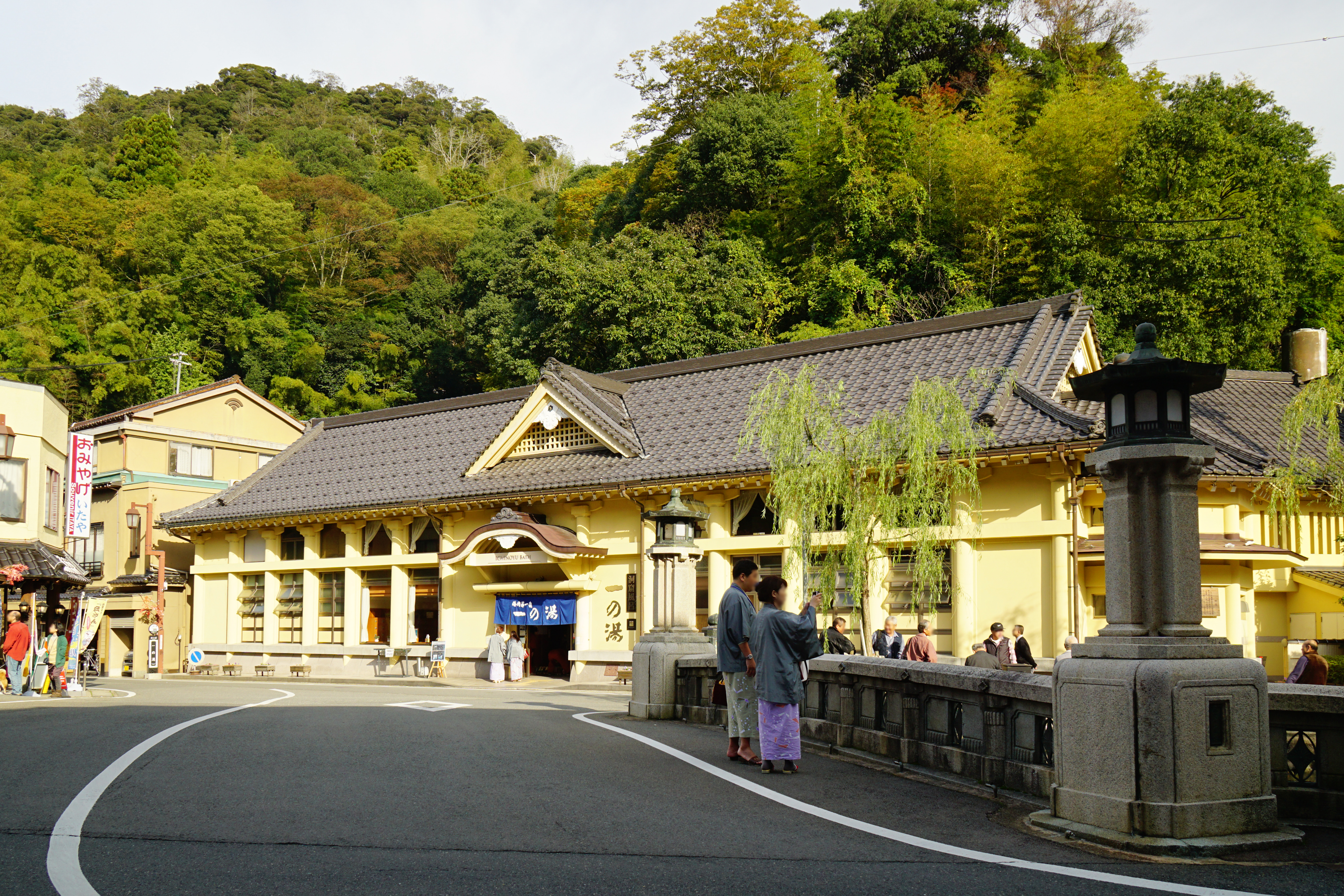
一の湯。「海内第一の湯」と称された。
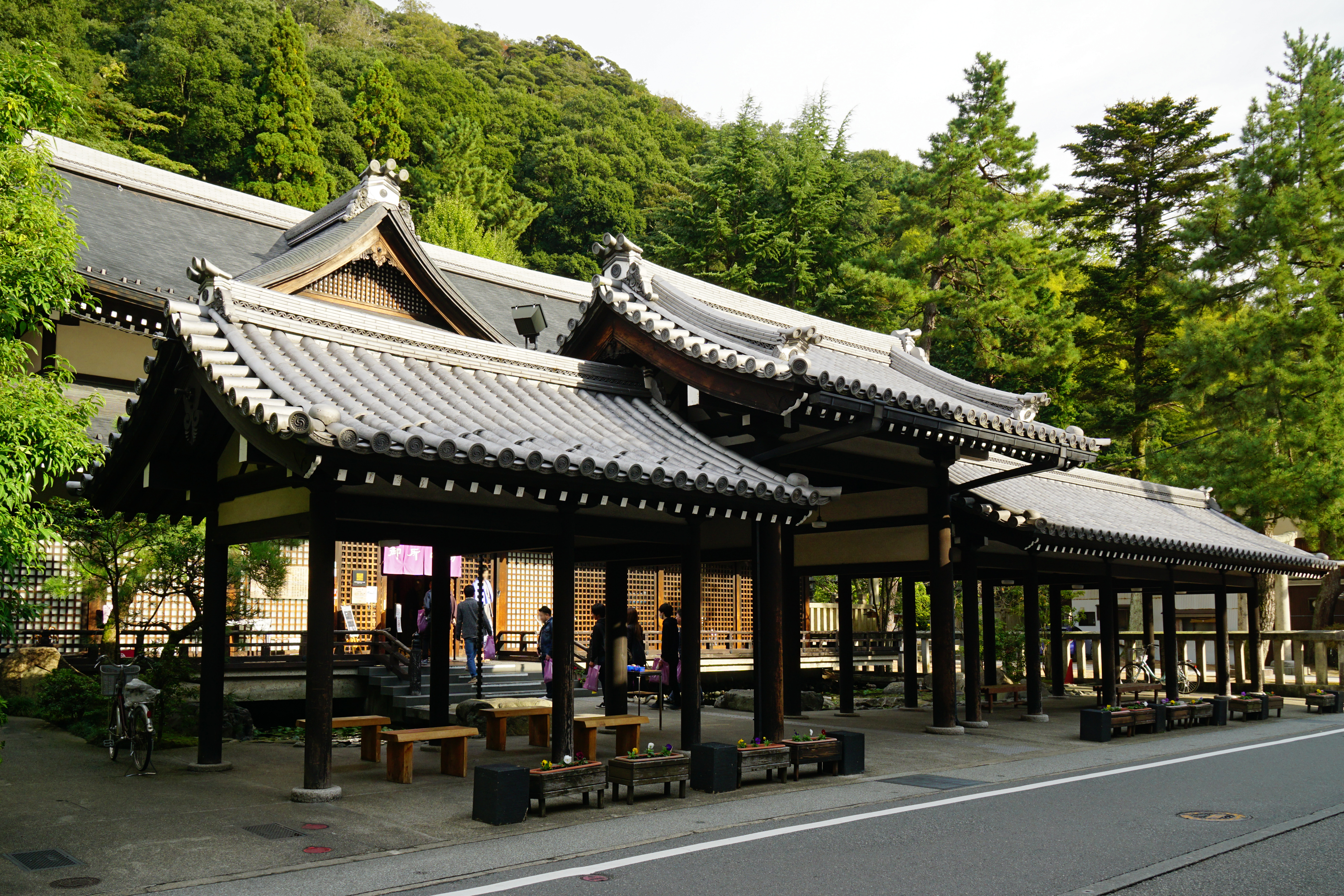
御所の湯。後堀河天皇の御姉安嘉門院御入湯の湯。
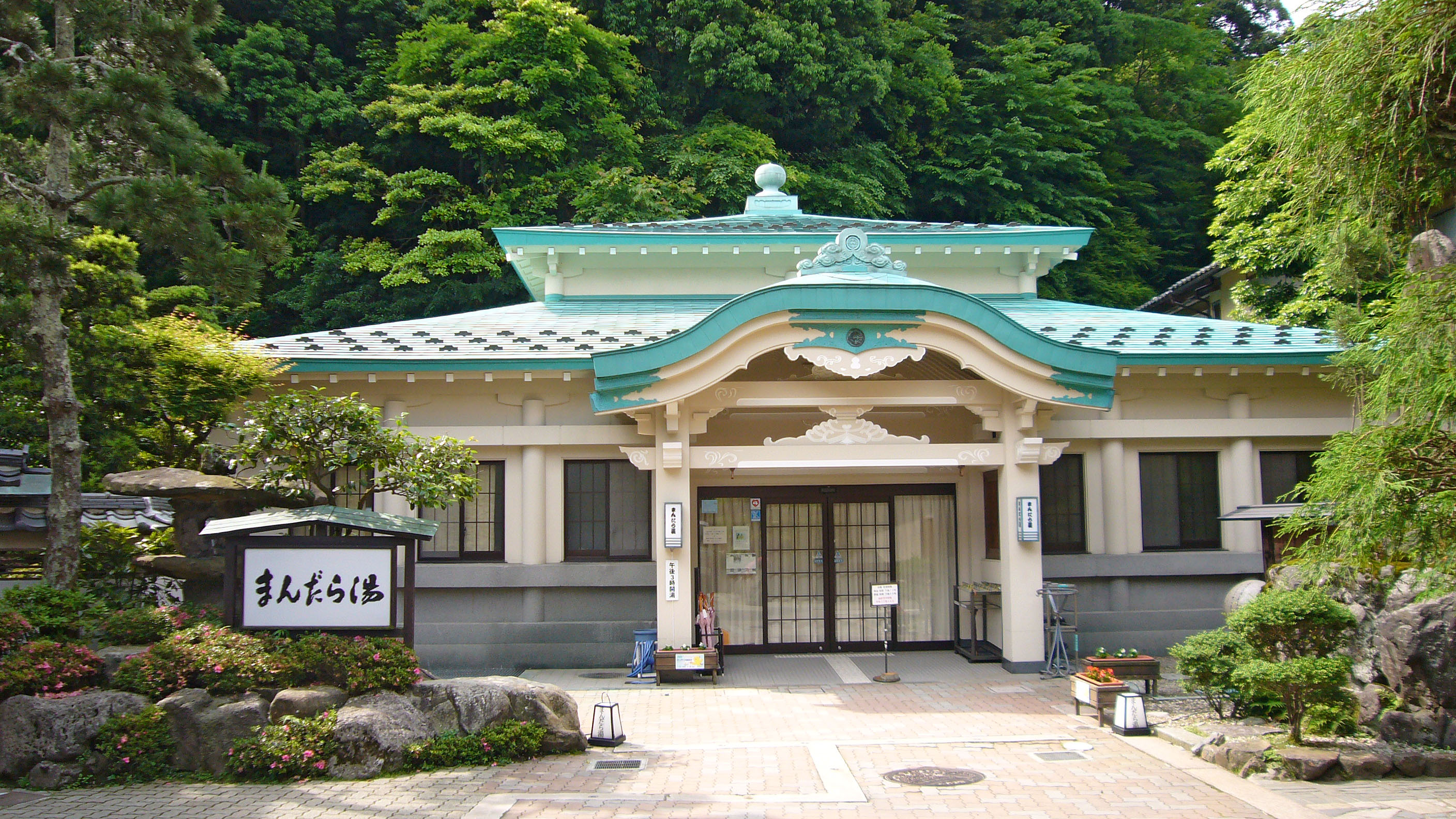
まんだら湯。道智上人、一千日修法の湯。
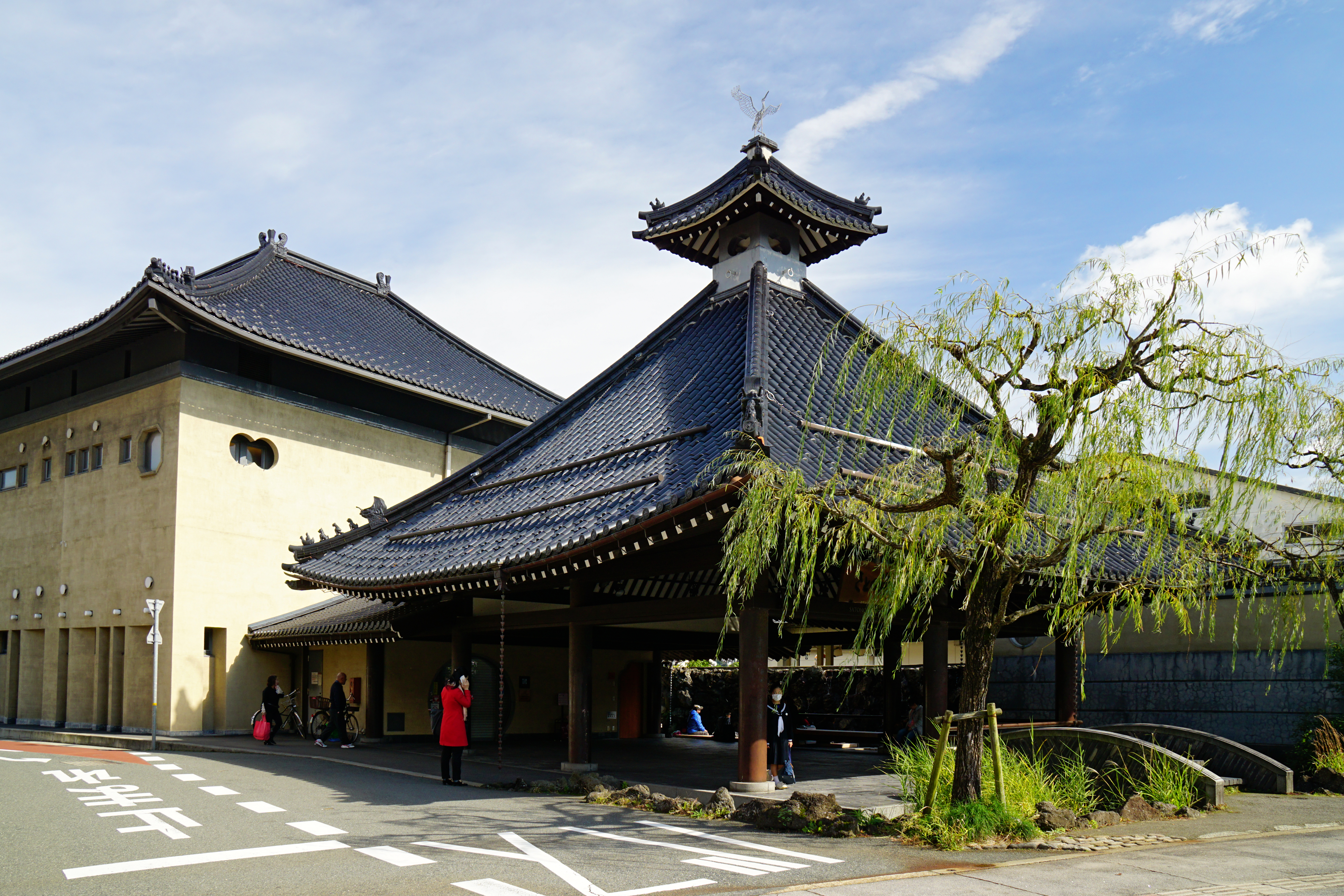
さとの湯、日本最大の駅舎温泉。サウナなども併設された近代的な温泉。
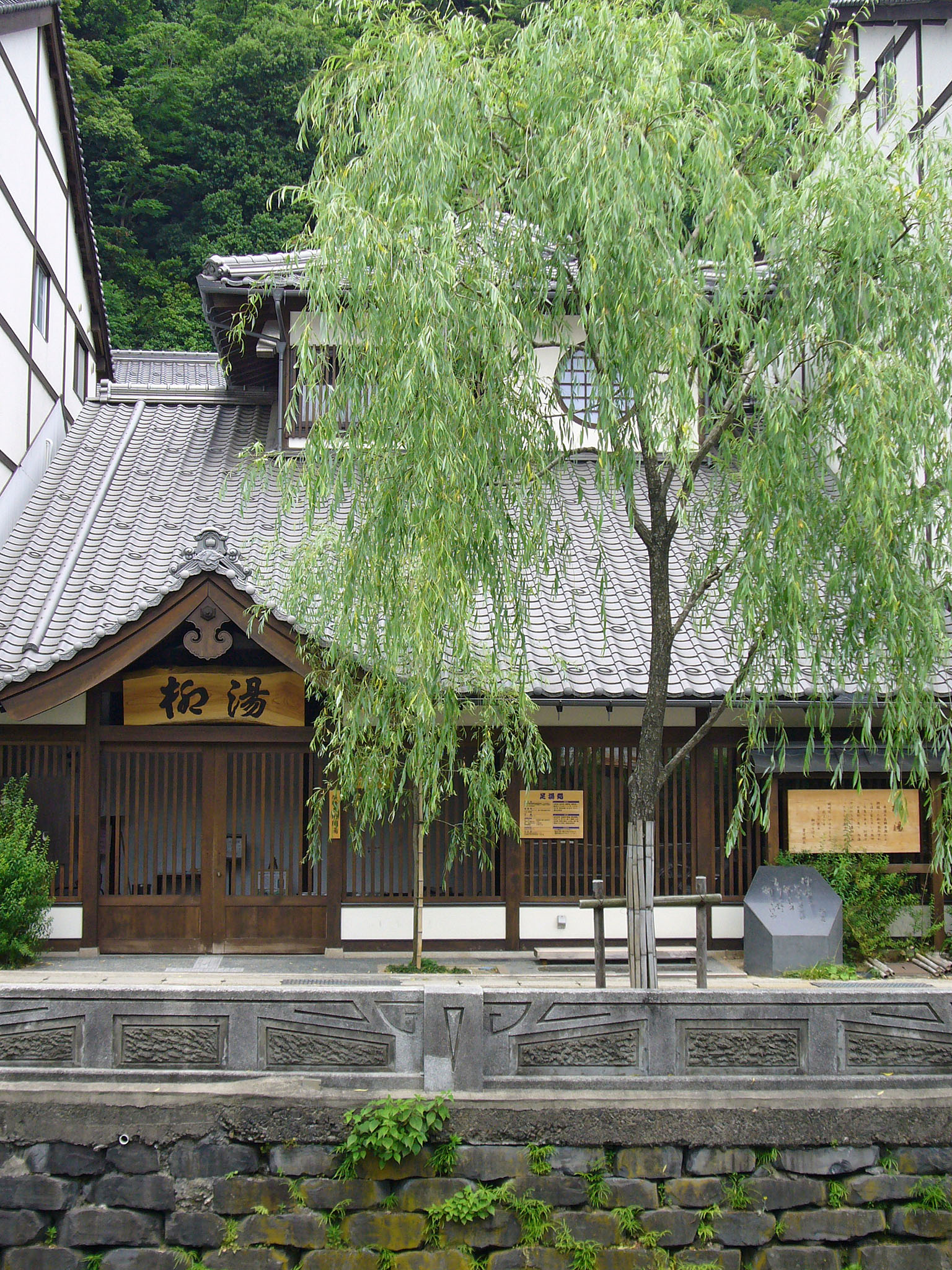
柳湯、柳の木の下から湧き出た湯。
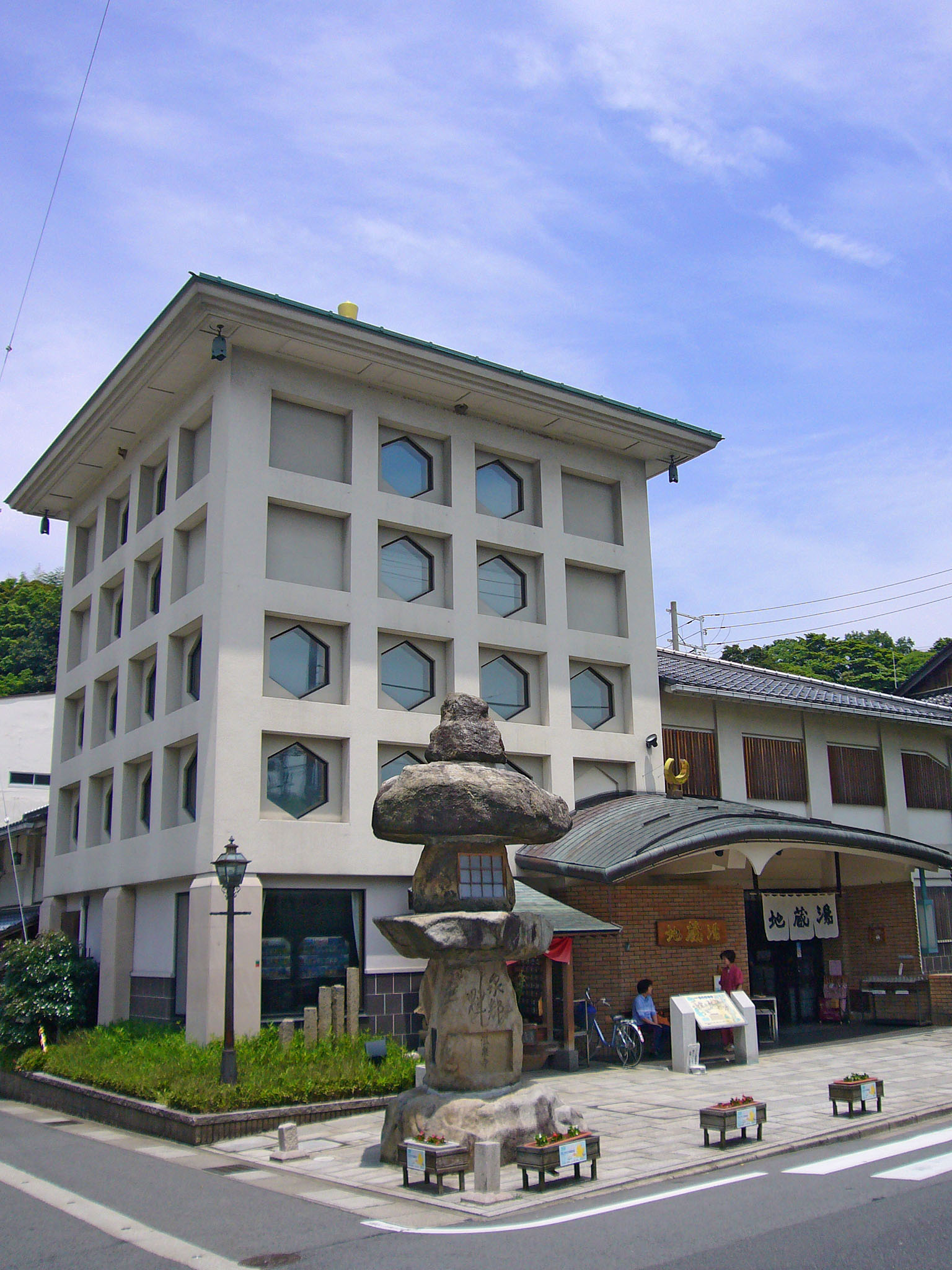
地蔵湯、里人の湯。
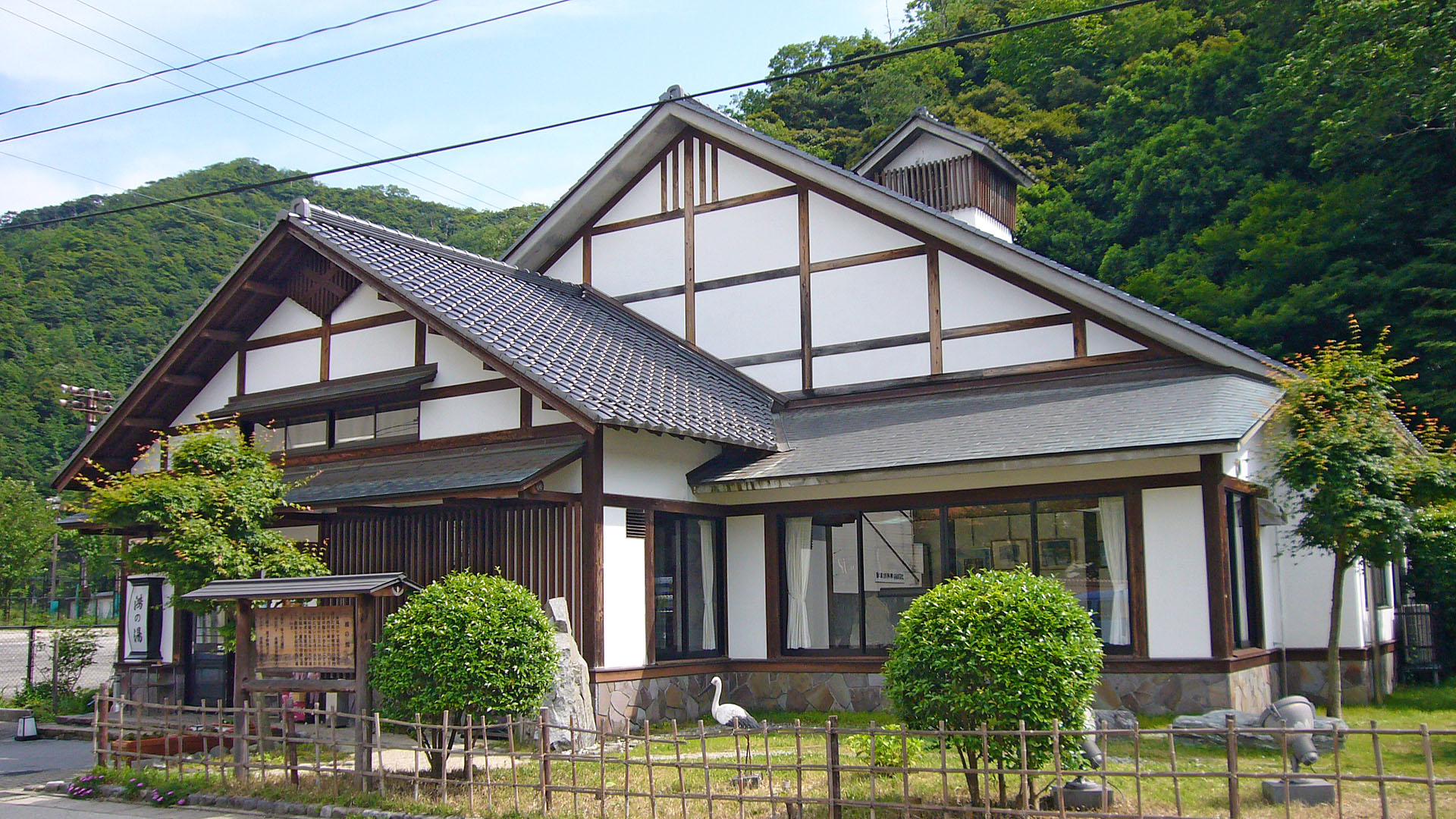
鴻の湯、コウノトリの傷癒しの湯。

### 一番札の廃止
城崎温泉では2002年から旧城崎町温泉課と城崎町湯島財産区が、毎日、外湯に一番初めに訪れた男女に「一番札」を配布してきた。しかし、一番札の人気が過熱し、順番争いでの客同士の争いやメルカリへの高額での出品なども確認されたため、城崎町湯島財産区などでは2021年3月末での廃止を決定した。
湯島財産区などは順番にかかわらず購入できる記念商品の企画・販売を検討している。

## 祭事・行事
- 城崎温泉夏物語 - 7月下旬から8月下旬にかけて開催される夏祭り
  - 城崎温泉湯けむり太鼓
  - 城崎灯篭流し - 8月下旬
  - 城崎温泉ふるさと祭り花火大会、夢花火 - 8月下旬

## 観光

### 名所
- 社寺 - 温泉寺、四所神社、極楽寺
- 博物館 - 城崎美術館、城崎文芸館、太田垣士郎資料館、城崎麦わら細工伝承館

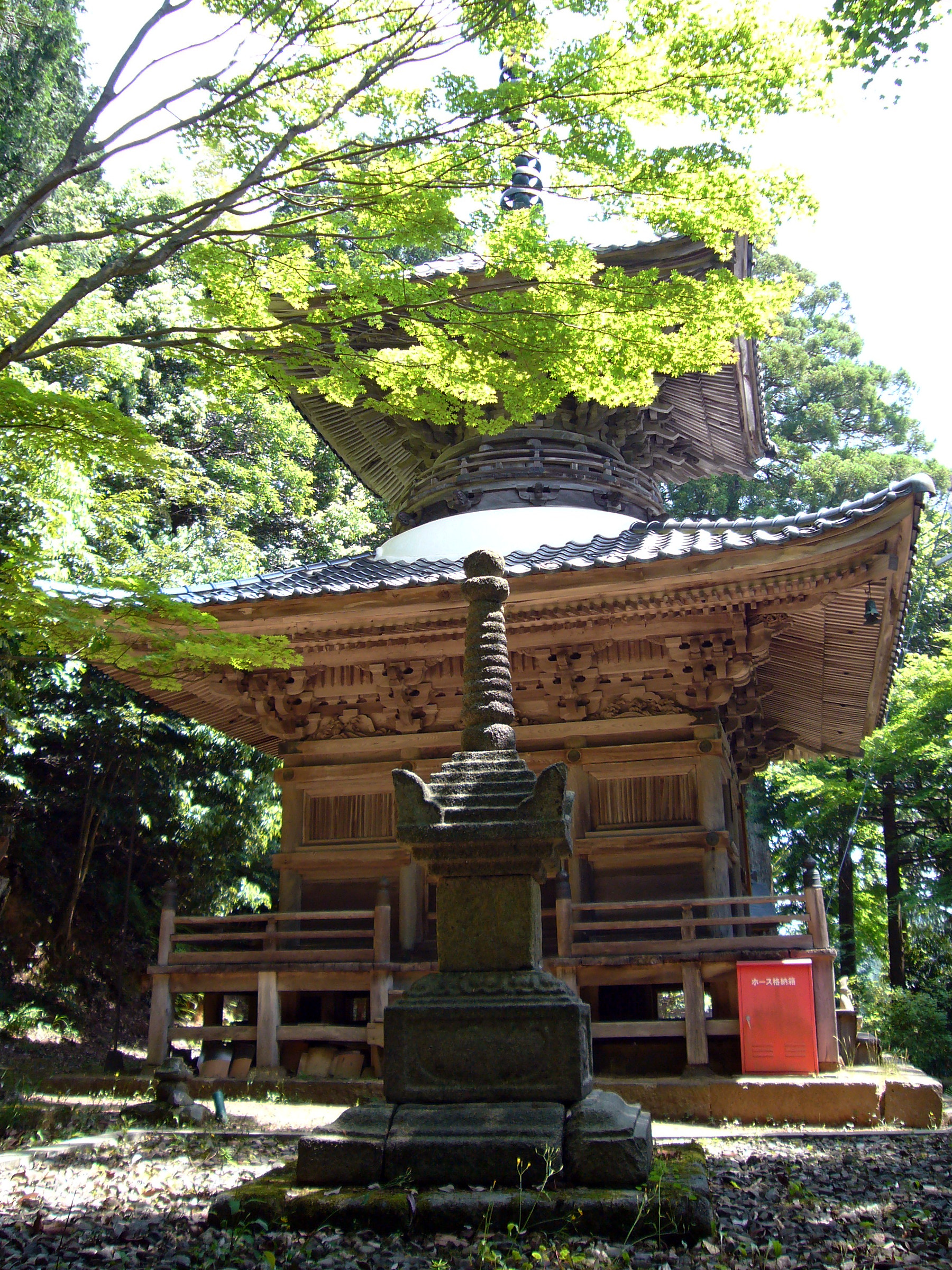
温泉寺
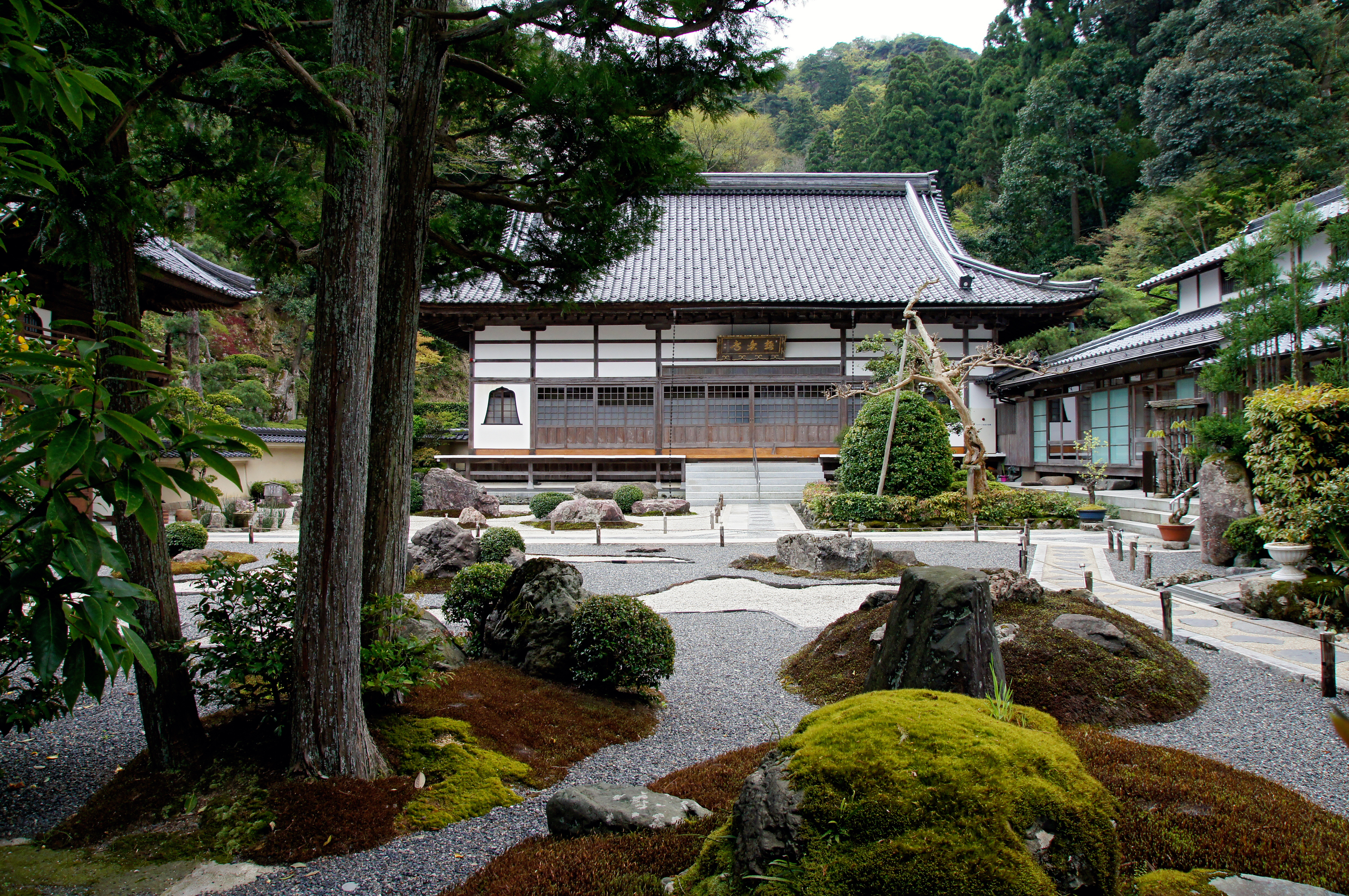
極楽寺
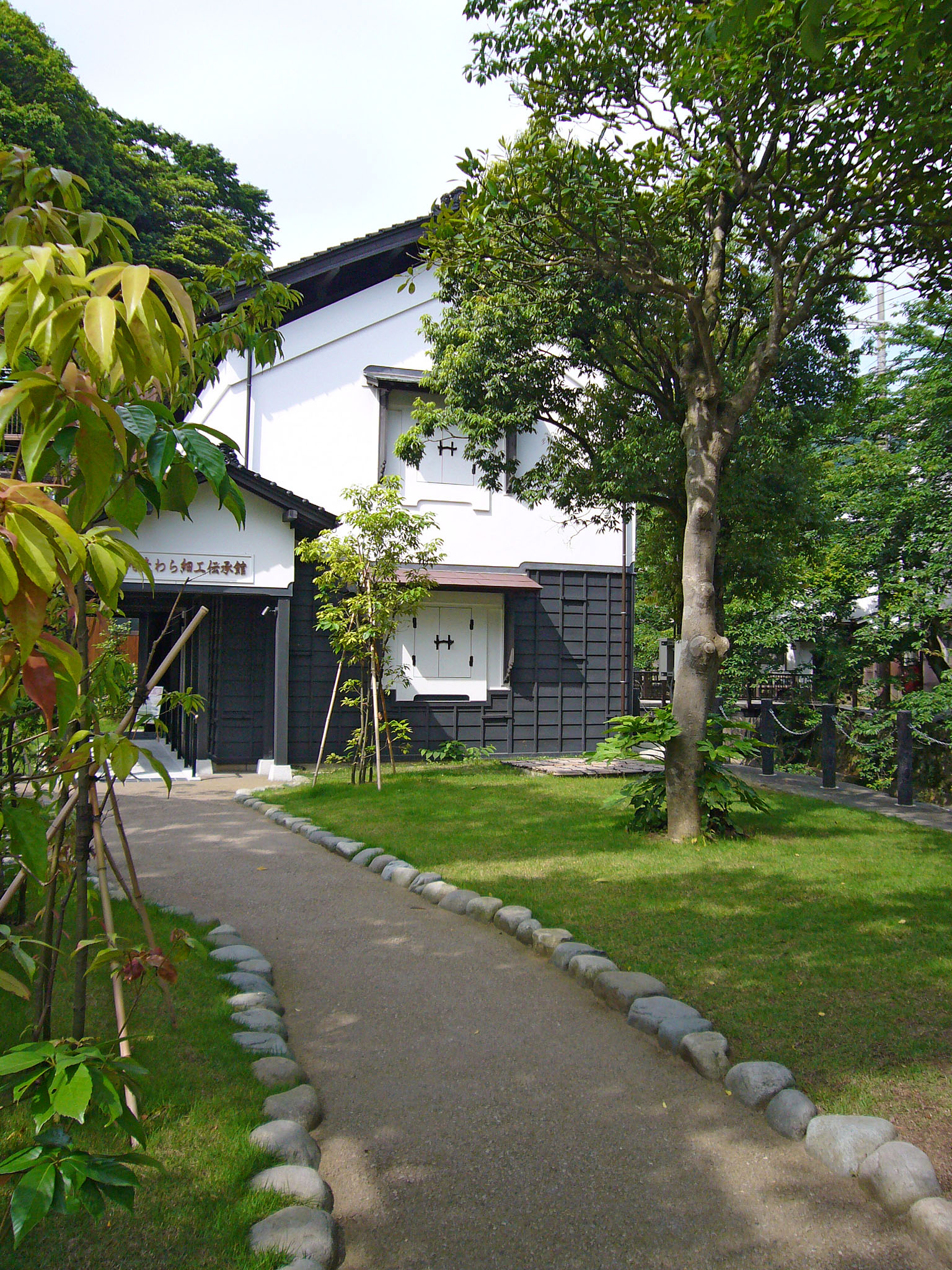
城崎麦わら細工伝承館
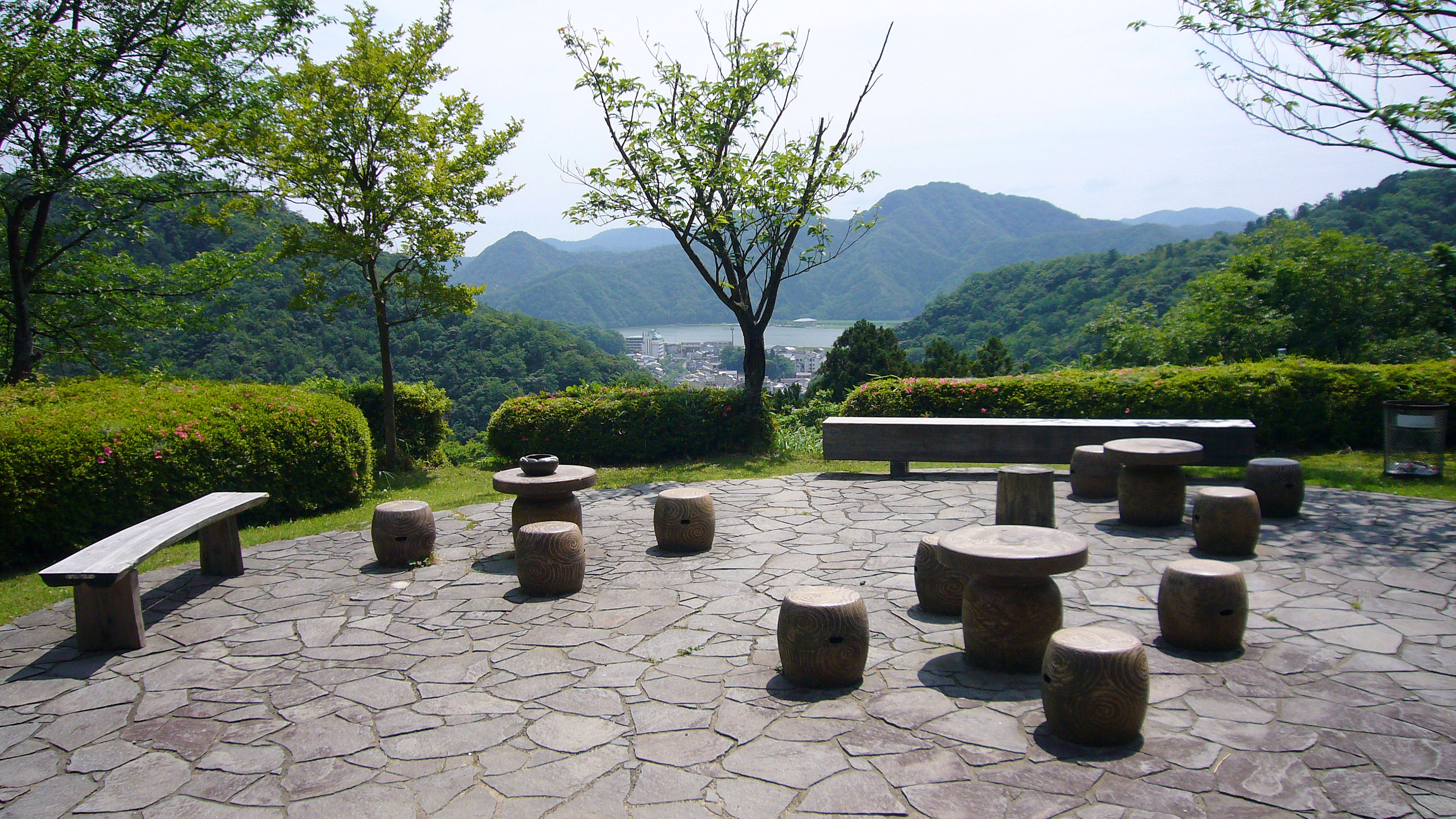
城崎美術館
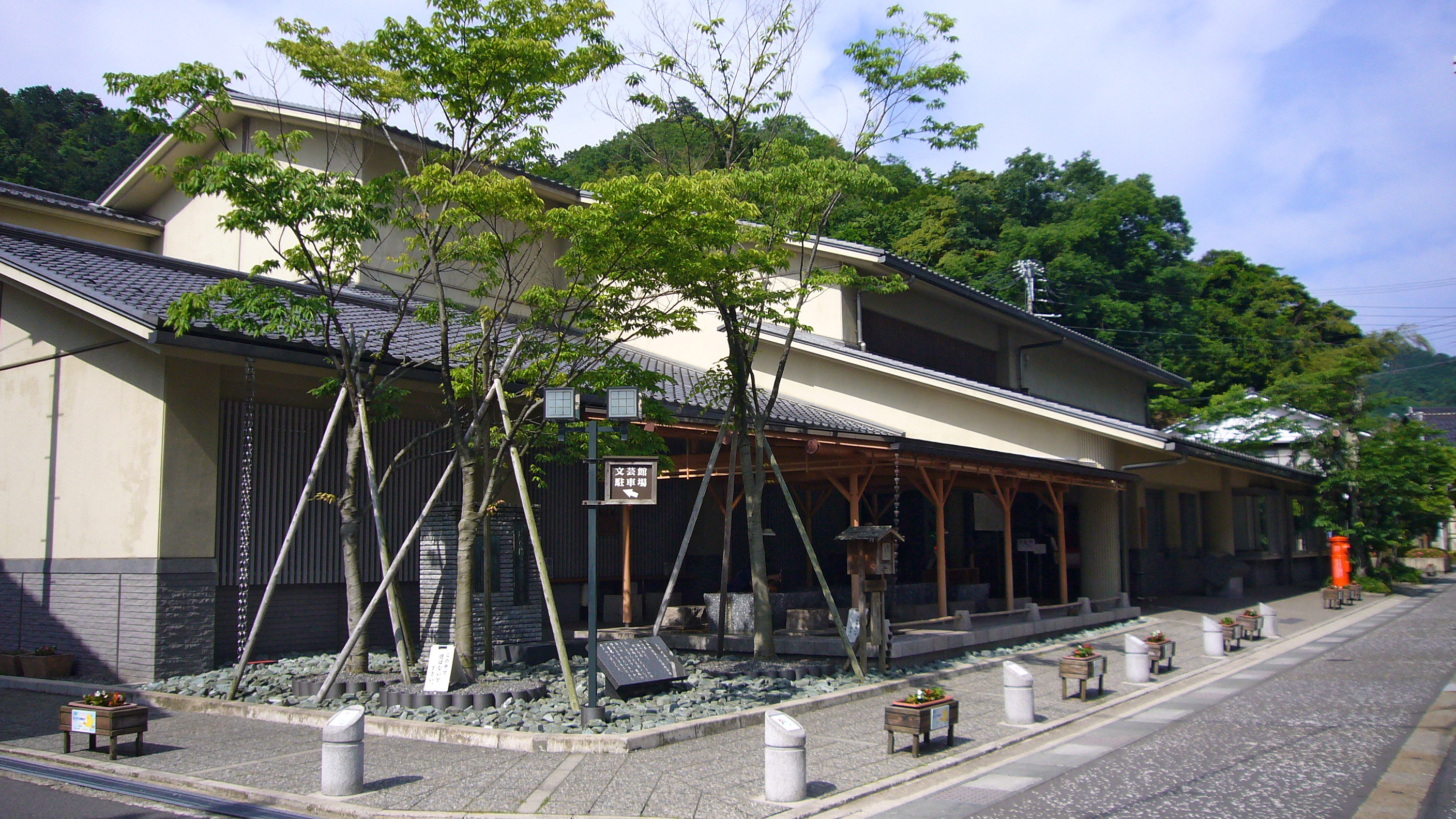
城崎文芸館、城崎の歴史や城崎ゆかりの文人、墨客の作品などがある。
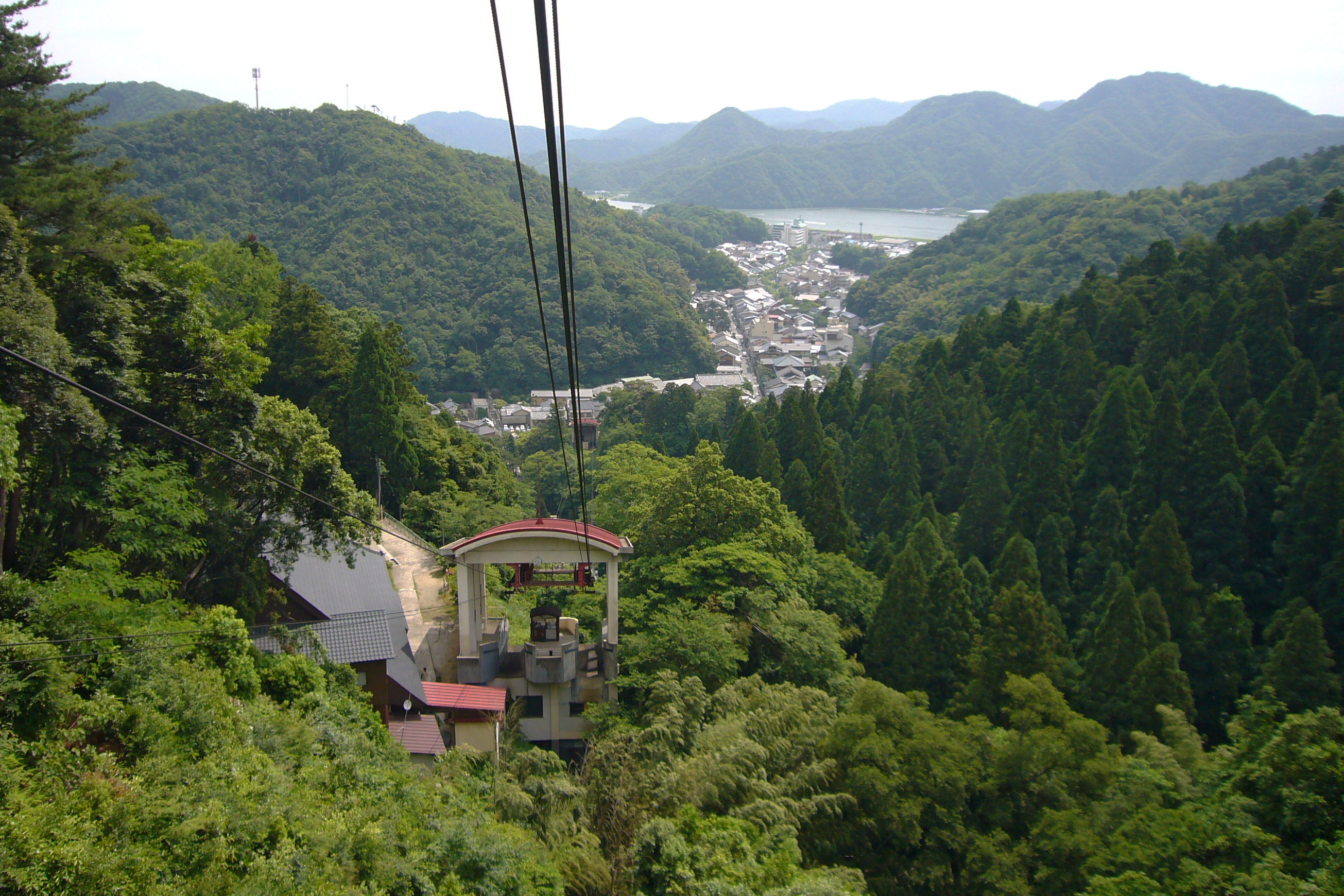
城崎ロープウェイ

### 周辺情報
- ハチゴロウの戸島湿地
- 城崎国際アートセンター
- 日和山海岸、城崎マリンワールド、日和山温泉
- 兵庫県立コウノトリの郷公園
- 兵庫県立円山川公苑
- 玄武洞
- 竹野海岸、竹野浜
- 津居山海岸、気比の浜
- 来日岳
- 神鍋高原

## 城崎温泉ゆかりの人物

### 出身有名人
- 弘元上人（「但馬の弘法大師」と呼ばれた）

### 城崎温泉在住
- ひうらさとる（漫画家）

### 城崎を訪れた有名人
有島武郎、泉鏡花、京極杞陽、兼好法師、斎藤茂吉、志賀直哉、白鳥省吾、柴野栗山、司馬遼太郎、島崎藤村、沢庵、田中冬二、徳富蘇峰、山口誓子、吉井勇、徳富蘆花、富田砕花、日野草城、藤原兼輔、前川佐美雄、向井去来、柳田國男、与謝野晶子、与謝野鉄幹、野々村竜太郎

## ローカルキャラクター
- 松葉カニ：ジョーくん（弟）、サキちゃん（姉）
- コウノトリ：翔君、舞ちゃん（夫婦）
- 城崎泉隊オンセンジャー（ソトユレッド、ユカタブルー、ムギワライエロー）
- 悪の組織ヘダラーク（キガワール将軍、風呂桶怪人スカーン、悪戯怪人コウジャゲーロ、チョッカイ）

## 本と温泉
上記の文豪のうち、志賀直哉は怪我の湯治のため滞在し、短編小説『城の崎にて』を書いた。2013年、志賀直哉来湯100年を機に、次なる100年の温泉地文学を送り出すべく、城崎温泉の各旅館の若旦那たちが立ち上げた旅館経営研究会が考え出した地域密着の出版レーベルとして、同年「本と温泉」 が誕生した。第1号は、志賀直哉の「城の崎にて」と「注釈・城の崎にて」の二作組みで、2014年の第2弾は万城目学の『城崎裁判』、2016年の第3弾は湊かなえの『城崎へかえる』であった。それぞれ新作で、城崎温泉の旅館でのみ発売されている。木材パルプやケナフを使わず、無機物の鉱物粉末を使って作られたものストーンペーパー という耐水性の高い紙を使い、ブックカバーとして水を弾くタオルも用意している。また、1996年に開館した城崎町文芸館は、開館20周年の2016年に大幅なリニューアルを行っている。

## アクセス
鉄道
- 山陰本線（JR西日本）城崎温泉駅下車すぐ。

バス
- 京都駅・大阪（梅田）・神戸（三宮）から全但特急バスで城崎温泉駅または城崎温泉下車。

飛行機
東京国際空港（羽田空港）←（日本航空）→大阪国際空港（伊丹空港）←（日本エアコミューター）→コウノトリ但馬空港
コウノトリ但馬行きは日本航空東京便と連絡。コウノトリ但馬空港からは空港連絡バス40分で城崎温泉。
自家用車
- E27舞鶴若狭道 春日ICより北近畿豊岡道、国道312号、兵庫県道3号豊岡瀬戸線などを経由。